# Adolfo Zon Pereira
Adolfo Zon Pereira SX (ur. 23 stycznia 1956 w Ourense) – hiszpański duchowny rzymskokatolicki, od 2015 biskup Alto Solimões w Brazylii.

## Życiorys
Święcenia prezbiteratu przyjął 21 czerwca 1986 w zgromadzeniu ksawerianów. Po święceniach pracował jako animator w Pampelunie. W 1993 wyjechał do Brazylii i podjął pracę duszpasterską w diecezji Abaetetuba. Był także m.in. zastępcą przełożonego regionalnego ksawerianów, ekonomem regionalnym oraz wykładowcą instytutu formacyjnego.
27 sierpnia 2014 otrzymał nominację na biskupa koadiutora Alto Solimões. Sakry biskupiej udzielił mu 8 listopada 2014 bp Flavio Giovenale. 20 maja 2015 objął pełnię rządów w diecezji.